# Dajr Kanun
Dajr Kanun (arab. دير قانون) – miejscowość w Syrii, w muhafazie Damaszek. W 2004 roku liczyła 4213 mieszkańców.